# Morire all'alba
Morire all'alba (Each Dawn I Die) è un film del 1939 diretto da William Keighley.

## Trama
Un giornalista denuncia un politico corrotto e questi lo fa finire in galera per omicidio utilizzando l'inganno. Lì il reporter conoscerà un altro detenuto ed insieme cercheranno di dimostrare la sua innocenza.

## Produzione
Il film fu prodotto dalla Warner Bros. e dalla First National. Nel cast compare anche il nome dell'attore William Buckley come consulente tecnico.

## Distribuzione
Distribuito dalla Warner Bros. Pictures, il film uscì nelle sale cinematografiche statunitensi il 19 agosto 1939. In Italia fu distribuito soltanto nel dopoguerra, dal febbraio 1947.

## Accoglienza

### Critica
(Mario Gromo, La Stampa, 27 febbraio 1947)
(Morando Morandini, Il Morandini. Ddizionario dei film, 2007)